# Honduraské letectvo
Honduraské letectvo (španělsky Fuerza Aérea Hondureña, zkratkou FAH, někdy známé také pod označením v angličtině jako Honduran Air Force) je letecká složka ozbrojených sil Hondurasu.

## Přehled letecké techniky

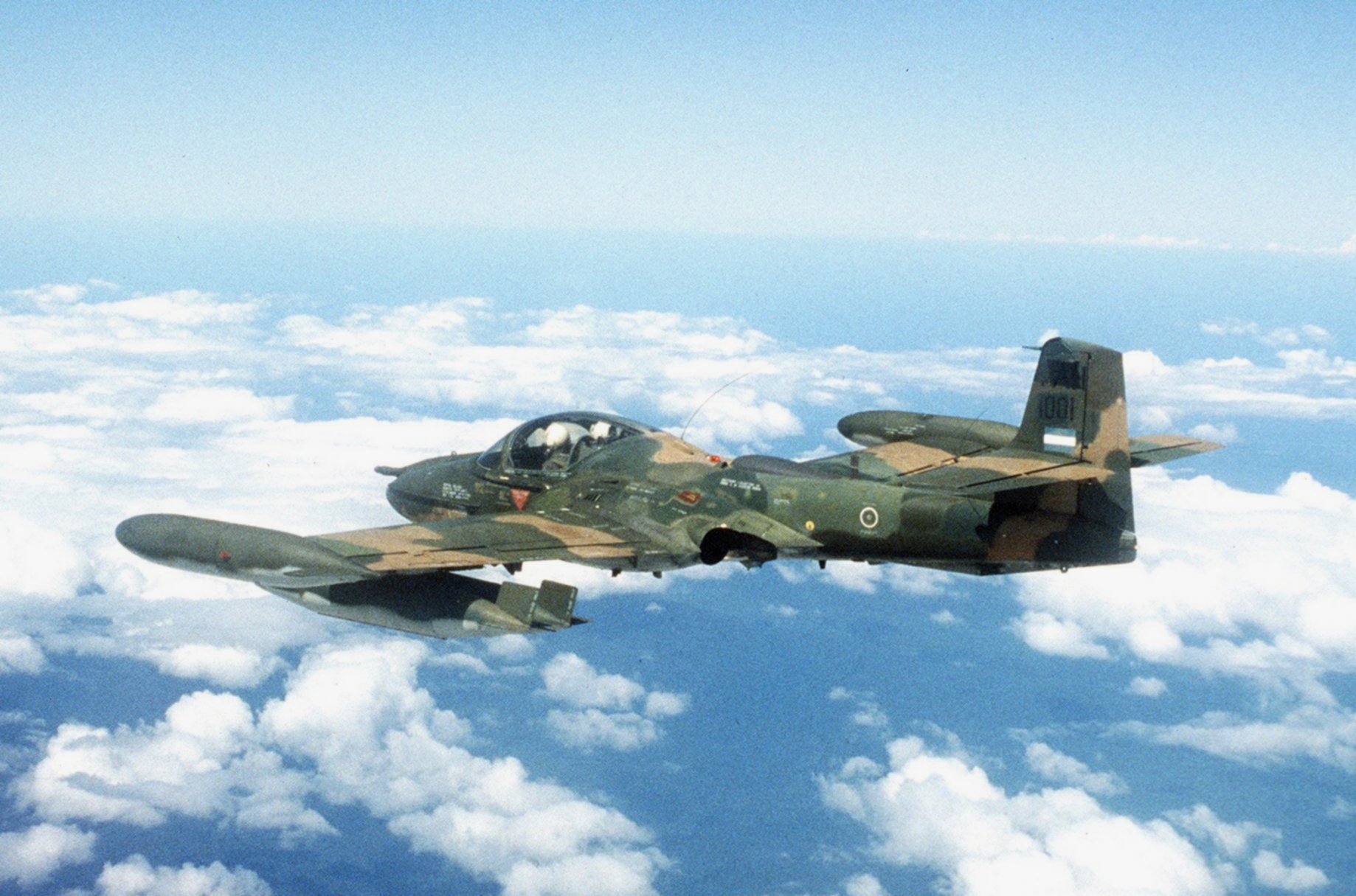
Honduraská Cessna A-37 Dragonfly v letu

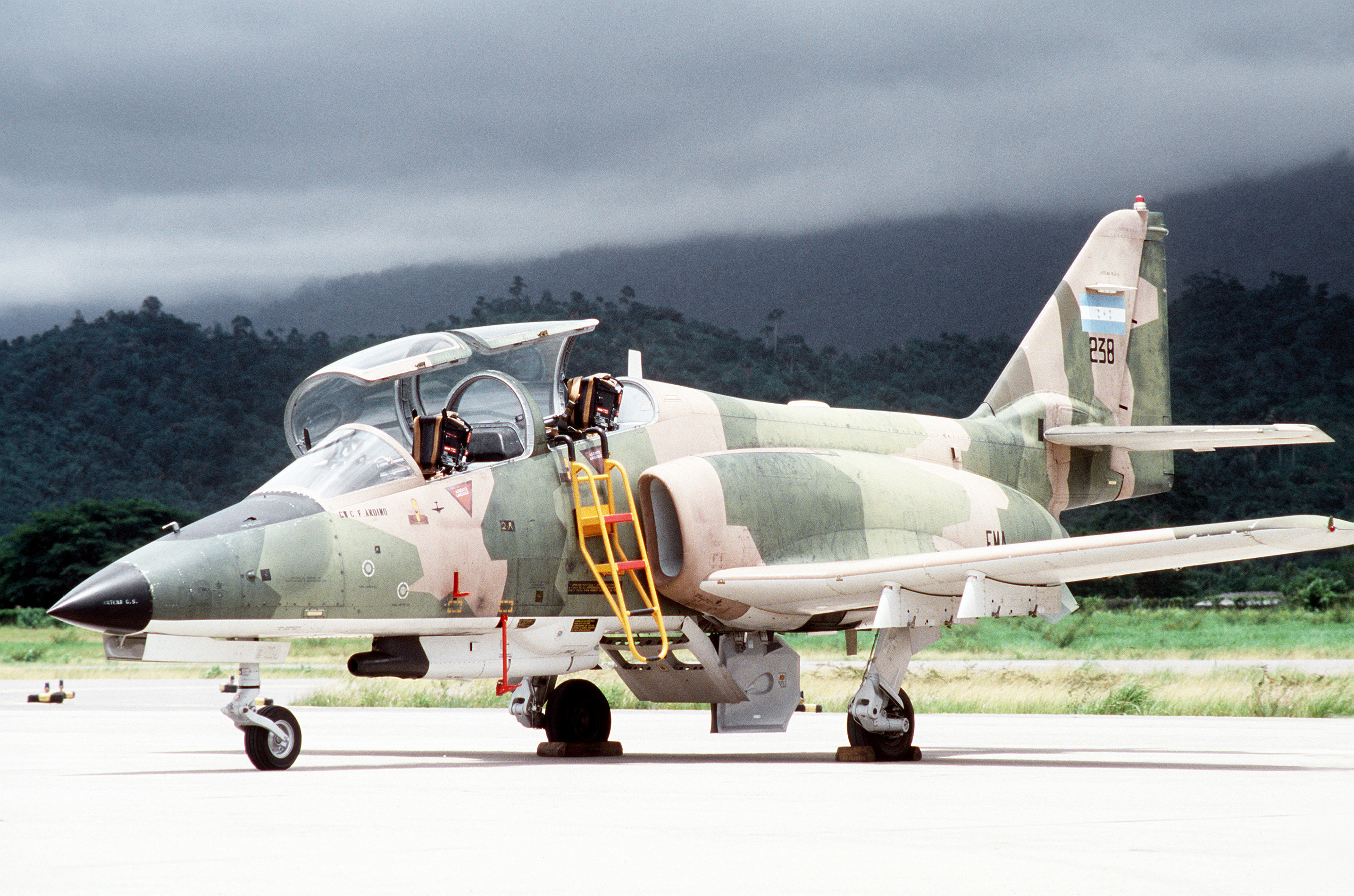
CASA C-101 Aviojet FAH

Tabulka obsahuje přehled letecké techniky Hondurasu podle Flightglobal.com.
| Název                          | Fotografie     | Původ          | Určení                            | Verze            | Ve službě      | Poznámky                                  |                |
| Bojové letouny                 | Bojové letouny | Bojové letouny | Bojové letouny                    | Bojové letouny   | Bojové letouny | Bojové letouny                            | Bojové letouny |
| ------------------------------ | -------------- | -------------- | --------------------------------- | ---------------- | -------------- | ----------------------------------------- | -------------- |
| Cessna A-37 Dragonfly          |                | USA            | bitevní letoun                    | A-37B Dragonly   | 9              |                                           |                |
| Embraer EMB-314 Super Tucano   |                | Brazílie       | lehký bojový letoun               |                  | —              | Objednány 2 kusy                          |                |
| Northrop F-5                   |                | USA            | stíhací letoundvoumístný letoun   | F-5EF-5F         | 31             |                                           |                |
| Speciální letouny              |                |                |                                   |                  |                |                                           |                |
| Beechcraft Super King Air      |                | USA            | námořní hlídkový letoun           | King Air 200 MPA | 1              |                                           |                |
| Dopravní a transportní letouny |                |                |                                   |                  |                |                                           |                |
| Aero Commander 500             |                | USA            | lehký dopravní letoun             | Turbo Commander  | 2              |                                           |                |
| Cessna 208 Caravan             |                | USA            | užitkový/lehký dopravní letoun    |                  | 2              | Objednán ještě 1 kus                      |                |
| IAI Arava                      |                | Izrael         | užitkový/lehký transportní letoun |                  | 1              |                                           |                |
| Let L-410 Turbolet             |                | Československo | transportní letoun                |                  | 3              | Objednán ještě 1 kus                      |                |
| Lockheed C-130 Hercules        |                | USA            | taktický transportní letoun       | C-130A           | 1              |                                           |                |
| Vrtulníky                      |                |                |                                   |                  |                |                                           |                |
| Bell 412                       |                | USA            | užitkový vrtulník/přeprava VIP    | Bell 412SP/EP    | 3              | Jeden stroj slouží k přepravě hlavy státu |                |
| Bell UH-1 Iroquois             |                | USA            | víceúčelový vrtulník              | UH-1H            | 5              |                                           |                |
| Eurocopter AS 350              |                | Francie        | lehký užitkový vrtulník           | H125M            | 1              |                                           |                |
| Cvičná letadla                 |                |                |                                   |                  |                |                                           |                |
| Embraer EMB-312 Tucano         |                | Brazílie       | cvičný letoun                     | T-27             | 3              | Opce na další 3 kusy                      |                |